# A bűn szorításában
A bűn szorításában (eredeti cím: Ambushed) 2013-ban bemutatott amerikai akcióthriller.
A filmet Agustin forgatókönyvéből Giorgio Serafini rendezte. A főszereplők Dolph Lundgren, Vinnie Jones, Randy Couture és Gianni Capaldi. 
2013. szeptember 24-én jelent meg DVD-n és Blu-ray lemezen. Lundgren, Jones és Capaldi ezt követően a Kétszemélyes hadsereg (2013) és a Véres igazság (2014) című filmekben is együtt dolgozott Serafini rendezővel.

## Szereplők
| Színész        | Szerep              | Magyar hang          |
| -------------- | ------------------- | -------------------- |
| Dolph Lundgren | Maxwell             | Jakab Csaba          |
| Vinnie Jones   | Vincent Camastra    |                      |
| Randy Couture  | Jack Reiley nyomozó | Csík Csaba Krisztián |
| Gianni Capaldi | Eddie               | Varga Gábor          |
| Daniel Bonjour | Frank               |                      |

## Fordítás
- Ez a szócikk részben vagy egészben  a   Blood of Redemption című angol Wikipédia-szócikk fordításán alapul.  Az eredeti cikk szerkesztőit annak laptörténete sorolja fel. Ez a jelzés csupán a megfogalmazás eredetét és a szerzői jogokat jelzi, nem szolgál a cikkben szereplő információk forrásmegjelöléseként.